# الدوري النمساوي الدرجة الثانية
الدوري النمساوي الدرجة الثانية أو ليغا 2 (بالألمانية: 2. Liga) هو الدوري الثاني بعد الدوري النمساوي الدرجة الأولى (بوندسليغا). كان يعرف سابقاً باسم "الدرجة الأولى" أو "الدوري الأول" (بالألمانية: Erste Liga) من 2002 إلى 2018.

## نظام البطولة
يقام الدوري بنظام دورة روبن بمشاركة ستة عشر نادياً، كل نادٍ يخوض 30 مباراة. يتأهل صاحب المركز الأول مباشرةً إلى دوري الدرجة الأولى (بوندسليغا) أما أصحاب المراكز الـ14 والـ15 والـ16 يهبطون مباشرةً إلى دوري الدرجة الثالثة (ريغيوناليغا).

## وصلات خارجية
- الموقع الرسمي (بالألمانية)